# John Meares
John Meares (Dublino, 1756 circa – Bath, 29 gennaio 1809) è stato un navigatore ed esploratore britannico e commerciante di pellicce, noto per il ruolo da lui avuto nella Crisi di Nootka che portò Gran Bretagna e Spagna sull'orlo della guerra.

## Biografia
Suo padre era Charles Meares, "ex avvocato di grande eminenza, e per diversi anni patrocinatore presso la Corte di Giustizia di Sua Maestà a Dublino" Nel 1771, Meares si arruolò nella Royal Navy come attendente di un capitano e fu nominato tenente nel 1778. Nel 1783 entrò nel servizio mercantile e nel 1785, in India, fondò la Northwest America Company per commerciare pellicce di lontra di mare acquistandole dai popoli indigeni della costa nord-occidentale del Pacifico e vendendole in Cina. La Compagnia britannica delle Indie orientali deteneva un monopolio sul commercio britannico nel Pacifico e richiedeva che tutti i commercianti britannici ricevessero la licenza e pagassero i dazi. Meares non si fece autorizzare dalla Compagnia delle indie orientali e cercò di nascondere l'attività illegale usando la bandiera del Portogallo. Registrò la sua nave a Macao, colonia portoghese in Cina poiché le navi non britanniche non erano tenute a chiedere la licenza.
Partì da Calcutta il 12 marzo 1786, sulla Nootka, una nave da 200 tonnellate, con la quale esplorò parte della costa dell'Alaska. Trascorse l'inverno del 1786-1787 presso lo stretto di Prince William con scarse provviste e il suo equipaggio soffrì per le condizioni meteorologiche e per lo scorbuto. Ventitré dei suoi uomini morirono di scorbuto e i rimanenti dieci vennero salvati dall'arrivo del capitano George Dixon (ufficiale della Royal Navy), commerciante britannico con le licenze appropriate, sulla nave Queen Charlotte. Meares diede a Dixon la sua licenza per il commercio nel nord-ovest, e tornò in Cina attraverso le isole Sandwich. Non mostrando gratitudine a Dixon, Meares gli fece causa per presunto sovraccarico per le scorte che gli avevano salvato la vita.

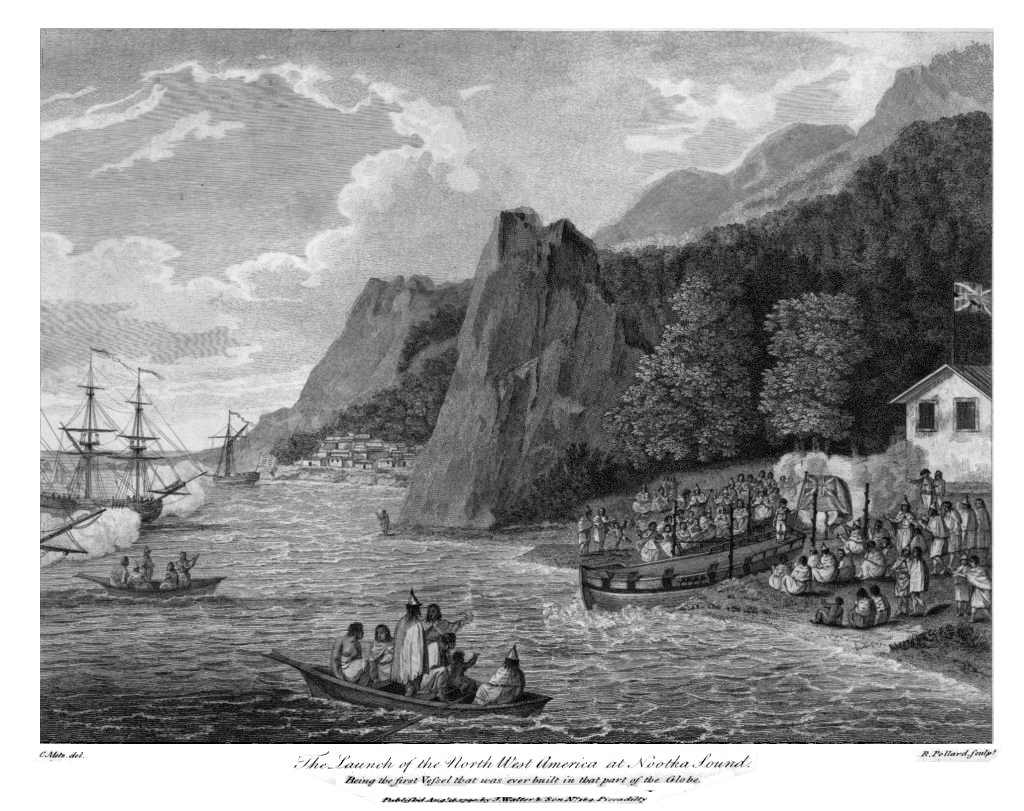
Il varo della nave North-West America nella baia di Nootka, 1788

Nel 1788, Meares iniziò una nuova spedizione con due navi e altri documenti falsi. Le navi navigarono sotto la bandiera portoghese e avevano nomi portoghesi: "Felice Adventurero", capitanata da Meares, e "Ifigenia Nubiana", sotto il comando di William Douglas. I nomi risultano scritti anche come "Feliz Aventureira" e "Efigenia Nubiana". Salparono dalla Cina il 22 gennaio 1788 e giunsero alla baia di Nootka sull'isola di Vancouver, a maggio. Usando la baia come base operativa, trascorse l'estate ad acquistare pellicce lungo le coste dell'attuale Columbia Britannica. Meares in seguito sostenne che Maquinna, un capo del popolo Nuu-chah-nulth (Nootka), gli vendette un appezzamento di terreno sulla riva della baia, in cambio di alcune pistole e merci diverse, e che su questa terra fu costruito un piccolo edificio. Queste affermazioni diventarono un punto chiave nella posizione della Gran Bretagna durante la crisi di Nootka. La Spagna contestò fortemente entrambe le affermazioni, e i veri fatti della questione non sono mai stati pienamente chiariti. Più tardi lo stesso Maquinna definì Meares un bugiardo e negò di avergli venduto alcuna terra. Terra ed edificio a parte, non c'è dubbio che gli uomini di Meares e un gruppo di operai cinesi costruirono lo sloop North West America che fu varato nel settembre 1788, la prima nave non indigena costruita nel nord-ovest del Pacifico. A settembre, Meares se ne andò, portando il "Felice Adventurero" in Cina, mentre la Ifigenia Nubiana e il North West America svernavano nelle Isole Hawaii. Mentre si trovava sull'isola di Kauai, Meares accolse sulla sua nave un capo hawaiano o "principe di Attooi" (Kauai) di nome Tianna (Kaiana). Portò Tianna a Guangzhou (Canton), Cina, dove Meares trovò una donna hawaiana di nome Winée, che era stata lasciata lì dal capitano Charles William Barkley della nave Imperial Eagle. Alla fine, Meares riportò Tianna in patria, ma Winée morì di malattia durante il viaggio di ritorno. Winée e Tianna sono considerati i primi due hawaiani che abbiano viaggiato all'estero.  Più tardi, Meares acquisì il possesso del materiale nautico di Barkley e del suo diario. La moglie di Barkley, Frances Barkley, in seguito scrisse che Meares, "con la massima sfrontatezza, pubblicò e rivendicò a se stesso il merito delle scoperte fatte da mio marito, oltre a inventare menzogne, dalla natura più rivoltante, tendenti a denigrare la persona che stava depredando".
Durante l'inverno del 1788-1789 Meares si trovava a Guangzhou, dove lui e altri crearono una società chiamata Associated Merchants Trading nella costa nord occidentale dell'America. Furono fatti progetti per altre navi da utilizzare nel nord-ovest del Pacifico nel 1789, tra cui la "Princess Royal", con Thomas Hudson e "Argonaut" al comando di James Colnett. Il consolidamento delle società commerciali di pellicce di Meares e la King George's Sound Company portarono James Colnett a ricevere il comando generale. Meares ordinò a Colnett di stabilire una base permanente per il commercio delle pellicce nella baia di Nootka sulla base del punto d'appoggio raggiunto da Meares l'anno prima. La "Ifigenia Nubiana" e la "North West America" dovevano unirsi a "Argonaut" e "Princess Royal" alla baia di Nootka mentre Meares rimase in Cina.
Mentre i commercianti di pellicce britannici si stavano organizzando, gli spagnoli continuavano i loro sforzi per proteggere il nord-ovest del Pacifico. All'inizio gli spagnoli rispondevano principalmente all'attività russa in Alaska. In un viaggio del 1788 in Alaska, Esteban José Martínez avevano appreso che i russi intendevano stabilire un avamposto fortificato nella baia di Nootka. Questo, oltre al crescente uso della baia di Nootka da parte dei commercianti di pellicce inglesi, portò la Spagna alla decisione di affermare una volta per tutte la sua sovranità sulla costa nord-occidentale e furono stabiliti dei piani per colonizzare la baia. La Spagna sperava di stabilire e mantenere la sovranità su tutta la costa fino a nord al confine con il russo Stretto di Prince William. Il viceré della Nuova Spagna, Manuel Antonio Flórez, incaricò Martínez di occupare la baia di Nootka, costruire un qualche tipo di struttura e chiarire che la Spagna stava creando un insediamento formale.
Martínez arrivò alla baia di Nootka il 5 maggio 1789 e vi trovò già tre navi. Una era la "Ifigenia Nubiana" di Meares. Martínez sequestrò la nave e arrestò il suo capitano, William Douglas. Dopo qualche giorno Martínez rilasciò Douglas e la sua nave e gli ordinò di andarsene e non tornare mai più e questi rispettò l'avvertimento. Le altre due navi erano americane, la "Columbia Rediviva" e la "Lady Washington", che avevano svernato nella baia. Durante l'estate arrivarono molte altre navi. Le navi della compagnia di Meares furono tutte sequestrate per violazione dei diritti di commercio e navigazione spagnoli sulla costa. La North West America fu ribattezzata "Santa Saturnina" e utilizzata da José María Narváez per esplorare lo Stretto di Georgia nel 1791.
Quando la notizia dei sequestri raggiunse Meares in Cina, egli salpò per l'Inghilterra. Arrivò nell'aprile del 1790, confermò varie voci, affermò di aver comprato terreni e costruito un insediamento a Nootka prima di Martínez, e in generale alimentò le fiamme dei sentimenti anti-spagnoli. Presentò un rapporto al segretario all'interno, William Wyndham Grenville, nel quale esagerò la permanenza del suo insediamento nella baia di Nootka e le perdite finanziarie subite dalla sua compagnia. A maggio il problema venne riproposto alla Camera dei Comuni mentre la Royal Navy iniziava a prepararsi per l'inizio delle ostilità e venne inviato un ultimatum alla Spagna. La guerra fu evitata con la firma della convenzione di Nootka, che portò allo storico viaggio di George Vancouver sulla HMS Discovery.
Nel 1790, Meares pubblicò Voyages Made in the Years 1788 and 1789, from China to the North West Coast of America che ricevette ampia attenzione, specialmente alla luce dello sviluppo della crisi di Nootka. Meares non solo descrisse i suoi viaggi sulla costa nord-occidentale, ma avanzò una grande visione di una nuova rete economica basata sul Pacifico, unendo, in regioni ampiamente separate come il Pacifico nord-occidentale, la Cina, il Giappone, le Hawaii e l'Inghilterra. La sua visione richiedeva un allentamento del potere monopolistico della Compagnia britannica delle Indie orientali e della South Sea Company, che controllavano tutti gli scambi britannici nel Pacifico. Meares sostenne fortemente che andava allentato il loro potere. La sua visione alla fine si realizzò, nella sua forma generale, ma non prima che la lunga lotta delle Guerre napoleoniche fosse finita. Anche i "Voyages" di Meares causarono una polemica. Le critiche di Meares su George Dixon portarono quest'ultimo a pubblicare un opuscolo sull'autorealizzazione di Meares e sulle false scoperte, in realtà fatte da altri. L'affermazione di Meares che il capitano Robert Gray aveva circumnavigato l'isola di Vancouver fu smentita dallo stesso Gray. Le esplorazioni del capitano George Vancouver smentirono un certo numero di altre dichiarazioni di Meares. Nondimeno, le affermazioni di Meares formarono una base per la negoziazione della titolarietà britannica su Oregon e Columbia Britannica.
Non si sa molto della vita di Meares dopo la risoluzione della controversia di Nootka. Per quanto è noto, non ricevette alcuna indennità dagli spagnoli. Fu ricompensato per il suo ruolo con la promozione al grado di comandante il 26 febbraio 1795. Il matrimonio di "John Meares Esq. of Frome, Cornovaglia, con miss Mary Anne Guilleband, presso la chiesa dell'abbazia, Bath" fu riportato nel The Whitehall Evening Post del 9 luglio 1796. Meares apparentemente considerava Bath la sua casa dopo il suo ritiro dalla Marina, e secondo la sua "ultima volontà e testamento" possedeva proprietà in Giamaica. La morte di John Meares, "comandante nella Marina di sua Maestà", a Bath il 29 gennaio 1809, fu annotata in un annuncio pubblicato dai suoi avvocati con il quale si invitavano i suoi creditori a un incontro alla George and Vulture Tavern, a Cornhill, Londra, per prendere considerazione dello stato dei suoi affari. Il valore del suo patrimonio, se sottoposto a verifica, era stimato in 7.500 sterline. Il suo testamento non elencava alcun coniuge o figlio, ma un fratello e una sorella che erano tra i beneficiari. Forse sua moglie, l'ex Mary Ann Guilliband, che sposò nel 1796, era già deceduta.

## Eredità
Capo Meares, nell'attuale stato dell'Oregon, porta il suo nome, così come l'isola Meares, situata all'ingresso della baia di Clayoquot, nella Columbia Britannica. Altri luoghi che portano il suo nome, nella Columbia Britannica, sono: Meares Point e Meares Bluff, Meares Glacier, Meares Passage, Meares Island, Meares Point e Port Meares, tutti in Alaska. L'isola Felice, nella Columbia Britannica, e lo stretto Felice, in Alaska, portano il nome della sua nave.